# Турния
Ту́рния (лат. Thurnia) — род растений семейства Турниевые (Thurniaceae) порядка Злакоцветные (Poales). Род состоит из трёх видов, распространенных главным образом в тропических и субтропических районах Южной Америки.

## Ботаническое описание
Представители рода — крупные многолетние корневищные травы высотой до 1 м.
Стебли — диаметром свыше 1 см; гладкие, толстые, трёх- или четырёхгранные.
Листья очерёдные, обычно только прикорневые, с короткими открытыми влагалищами. Листовые пластинки, длинные, линейные, плоские или желобчатые, кожистые, шириной 1,5—3 см с гладкими или остро зубчатыми краями.
Цветки мелкие, невзрачные, обоеполые, собраны в 1—2 (или более) очень густые, крупные, шаровидные или продолговатые, диаметром до 6 см верхушечные головки, при основании которых находятся длинные, отклоненные вниз кроющие листья. Тычинок 6, в двух кругах, свободные. Околоцветник состоит из 6 расположенных в двух кругах свободных сегментов, остающихся при плодах.
Плод — локулицидная 3-гнёздная коробочка длиной до 1,5 см, с 3 веретеновидными шиповидно заостренными на обоих концах семенами. Зародыш маленький, более или менее цилиндрический, окруженный обильным мучнистым крахмалистым эндоспермом.

## Распространение и экология
Произрастает на севере Южной Америки — в Венесуэле, бассейне Амазонки и в Гайане.
Турния обычно обитает по берегам рек и в воде, иногда встречается в сырых саваннах.

## Классификация

### Таксономия
В системе APG II (2003) этот род входит в семейство Турниевые (Thurniaceae) порядка Злакоцветные (Poales) клады Commelinids класса Однодольные растения (Monocotyledones).
В системе APG (1998) этот род был выделен в собственное семейство Thurniaceae, входящее в порядок Злакоцветные (Poales).

### Виды
Род состоит из трёх видов:
- Thurnia jenmanii Hook.f.
- Thurnia polycephala Schnee
- Thurnia sphaerocephala (Rudge) Hook.f.